# Кацки
Кацки (бел. Кацкi) — деревня в Ивановском районе Брестской области Республики Беларусь.

## Описание
Небольшая деревня по соседству с деревней Оброво (1 км) и в 140 км к востоку от Бреста.
В 1941—1944 годах принадлежала Нацистской Германии, в округе орудовали Венгерские СС.
Сейчас в деревне осталось всего несколько семей: Полищуки, Базаны и т. д.